# Józef Michał Chomiński
Józef Michał Chomiński (Ostrów, 24 août 1906 – Varsovie, 20 février 1994) est un musicologue polonais.

## Biographie
Chomiński naît à Ostrów, non loin de Przemyśl. Il étudie le chant à Lviv avec Zofia Kozłowska, la composition et la direction d'orchestre avec Adam Sołtys. Après un examen d'État, il enseigne au Malwina-Reyss-Musikinstitut et est chef de chœur et répétiteur à l'Opéra de Lviv. En outre, il étudie la musicologie à l'Université de Lviv avec Adolf Chybiński. Il est diplômé en 1931 et en 1936, présente sa thèse de doctorat sur Edvard Grieg.
En 1937, jusqu'au début de la Seconde Guerre mondiale, Chomiński est employé de la Bibliothèque nationale et bibliothécaire du Conservatoire de Varsovie. Après la Guerre, il est professeur à la haute école de musique de Poznań. Après une cure en Suisse, il prend la direction de la revue Kwartalnik Muzyczny. À partir de 1949, il enseigne à l'Institut de musicologie de l'Université de Varsovie, où en 1960, il est nommé professeur. De 1951 à 1959 en outre, il dirige la section (ou faculté) qu'il a fondée de l'Institut des arts ou département d'histoire et théorie de la musique (plus tard : l'Institut de l'art de l'académie polonaise des sciences). Il prend sa retraite en 1978.
En tant que professeur et auteur d'un grand nombre d'œuvres et des thèmes historiques  pour certaines, Chomiński a influencé plusieurs générations de musicologues polonais. Ses œuvres les plus importantes ont été en partie écrite avec la collaboration avec sa femme, Krystyna Wilkowska-Chomińska. Cas qui s'applique aux cinq volumes intitulés Formy muzyczne (Kraków 1954-1984), à l’Historia harmonii i kontrapunktu, en trois volumes (1958-1990) et aux deux volumes d’Historia muzyki powszechnej (1989-1990). 
Il a également travaillé sur Chopin, laissant un catalogue des œuvres et est l'auteur d'un ouvrage intitulé études sur les œuvres de Szymanowski (1969).
Il est l'inventeur du terme « sonorisme » (1961) qui a, par exemple, influencé Krzysztof Penderecki.

## Sources
- Narodowy Institut Fryderyka Chopina - Jozef Michal Chominski
- Irena Poniatowski, "The Double Centenary of Polish Musicology (1911/1912–2011/2012). Józef Michał Chomiński — Portrait d'un chercheur